# Trichostomum luridum
Trichostomum luridum là một loài rêu trong họ Pottiaceae. Loài này được (Hornsch.) Spruce mô tả khoa học đầu tiên năm 1849.